# Karl Klug (Historiker)

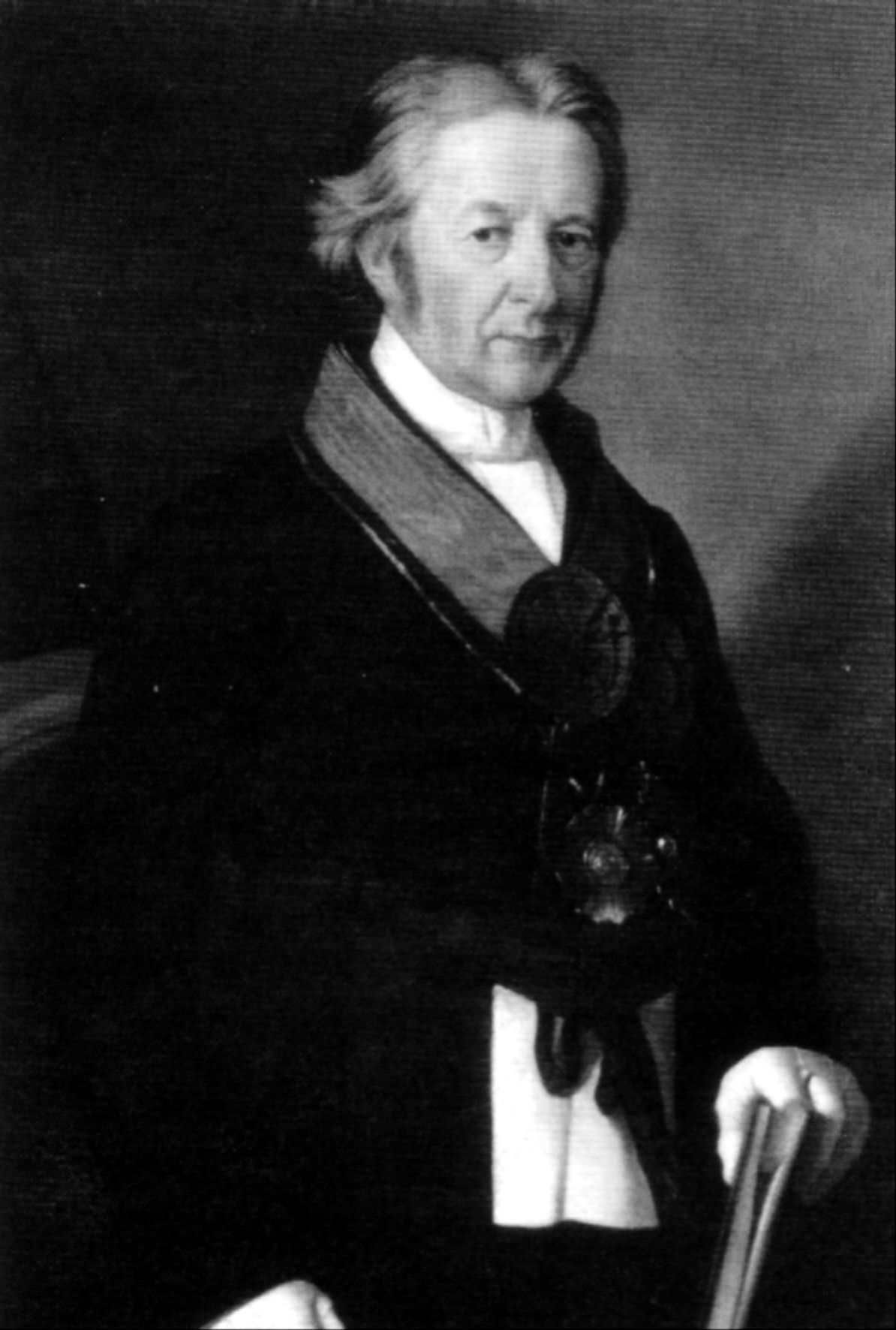
Karl Klug als Meister vom Stuhl, porträtiert von Adolph Diedrich Kindermann

Marcus Jochim Karl Klug, auch Carl Klug (* 21. Februar 1799 in Lübeck; † 21. März 1872 ebenda) war ein deutscher evangelischer Pastor und Historiker.

## Leben
Klug studierte nach dem Besuch des Katharineums Evangelische Theologie, unterstützt durch das Stipendium der Schabbelstiftung, erst ab 1821 an der Universität Jena und Halle, später an der Universität Tübingen. Während seines Studiums wurde Klug 1822 Mitglied der Jenaischen Burschenschaft, der Quellengesellschaft Halle sowie der Burschenschaft Germania Tübingen. 1823 wurde er in Tübingen zum D. theol. promoviert.
1824 kehrte er nach Lübeck zurück und wurde Hilfsprediger und Kandidat des Geistlichen Ministeriums. 1828 wurde er als Nachfolger von Gottfried Andreas Sartori Pastor an der Andreaskirche in Schlutup, 1840 Hauptpastor an der Jakobikirche in Lübeck selbst. Im Jahr 1848 wurde er in die Bürgerschaft gewählt. 1858 nahm er an der 300-Jahr-Feier der Universität Jena teil. 1868 trat Klug in den Ruhestand.
Klug war ein sozialer Mensch, der in einer Vielzahl von Organisationen der Stadt eine aktive Rolle vertrat: Er war Mitglied der Gesellschaft zur Beförderung gemeinnütziger Tätigkeit und deren Direktor von 1856 bis 1859, Vorsteher von v. Dorne’s Armengang, Mitglied des Statistischen Vereins und Verwalter der Lübecker Bibelgesellschaft. Als Freimaurer war er Mitglied der Loge Zur Weltkugel und deren Meister vom Stuhl in der Zeit von 1850 bis 1867 sowie Mitglied vieler weiterer Vereine. Besonders wichtig war ihm die Mitgliedschaft im Verein für Lübecker Geschichte und Altertumskunde, dessen Vorsitzender er von 1849 bis 1852 war. Als Historiker war er gleichzeitig Freizeitarchäologe mit besonderem Interesse für die Vor- und Frühgeschichte. Gemeinsam mit dem Oberförster des Johannisklosters Carl Hermann Haug (1811–1878) war er an der Ausgrabung und Aufdeckung des Pöppendorfer Großsteingrabs im Waldhusener Forst (1843) und in Lübeck-Blankensee (1857) beteiligt. Man beauftragte ihn auch mit der Aufdeckung des „Steinlagers“ an der Mündung der Schwartau in die Trave bei der heutigen Teerhofinsel. Das Steinlager stellte sich dann als das Fundament der Kirche von Liubice, also Alt-Lübeck, heraus.
Der Lübecker Bürgermeister Heinrich Klug war sein Sohn.

## Werke
- Opfer- und Grabaltertümer zu Waldhausen. In: Beiträge zur Nordischen Altertumskunde. Heft 1, Lübeck 1844
- Alt-Lübeck. In: Neue Lübeckische Blätter, 18. Jahrgang 1852, S. 305–309.
- Geschichte Lübecks während der Vereinigung mit dem französischen Kaiserreiche 1811-1813, 'Erste Abtheilung', Lübeck 1856, 'Zweite Abtheilung', Lübeck 1857
- Das Duell der beiden lübeckischen Domcapitularen Otto Heinrich und Friedrich August v. Brömbsen im Jahre 1776. Lübeck: H. G. Rahtgens 1858
- Alt-Lübeck. In: ZVLGA Band 1 (1860), S. 221–248.
- Heidnischer Steinbau bei Blankensee. In: ZVLGA Band 1 (1860), S. 397–404.
- Die Unterdrückung der Herrnhuuter in Lübeck: ein Beitrag zur Lübeckischen Kirchengeschichte des 18. Jahrhunderts. Lübeck: Rohden 1864.